# Daniil (Dorovskich)
Daniil (světským jménem: Alexandr Grigorjevič Dorovskich; * 27. prosince 1960 Voroněž) je ruský duchovní Ruské pravoslavné církve a metropolita kurganský a belozerský.
Je mladším bratrem metropolity Tichona (Dorovskiche).

## Život
Narodil se 27. prosince 1960 ve Voroněži.
Roku 1978 dokončil střední školu a začal pracovat jako montér ve Vědeckém výzkumném ústavu polovodičového inženýrství. V letech 1979–1981 sloužil v řadách Sovětské armády. Poté začal studovat na Oděském duchovním semináři, který dokončil roku 1984. Mezitím sloužil jako hypodiakon metropolity oděského a chersonského Sergije (Petrova). Po studiu semináře byl přijat na Moskevskou duchovní akademii.
V březnu 1985 byl přijat do Trojicko-sergijevské lávry, kde byl 25. června 1985 archimandritou Alexijem (Kutěpovem) postřižen na monacha se jménem Daniil na počest svatého Daniila Alexandroviče. Dne 3. července 1985 byl v chrámu Zesnutí přesvaté Bohorodice ve Vladimiru arcibiskupem vladimirským a suzdalským Serapionem (Fadějevem) rukopoložen na hierodiakona a 28. srpna 1986 na jeromonacha.
Roku 1988 dokončil studium Moskevské duchovní akademie s titulem kandidáta bohosloví.
Dne 26. března 1988 byl povýšen na igumena a 29. prosince 1989 na archimandritu.
Od července 1988 působil jako blagočinný Trojicko-sergijevské lávry.
Dne 6. října 2001 jej Svatý synod zvolil biskupem južno-sachalinským a kurilským. Dne 10. listopadu 2001 byl v chrámu Všech svatých monastýru Danilov v Moskvě oficiálně jmenován biskupem a o den později proběhla v chrámu Krista Spasitele jeho biskupská chirotonie. Světiteli byli patriarcha moskevský Alexij II., metropolita krutický a kolomenský Juvenalij (Pojarkov), metropolita solněčnogorský Sergij (Fomin), metropolita volokolamský a jurjevský Pitirim (Něčajev), arcibiskup istrijský Arsenij (Jepifanov), arcibiskup vídeňský a budapešťský Pavel (Ponomarjov), biskup orechovo-zujevský Alexij (Frolov), biskup chabarovský a priamurský Mark (Tužikov) a biskup dmitrovský Alexandr (Agrikov).
Dne 24. prosince 2010 jej Svatý synod ustanovil biskupem archangelským a cholmogorským.
Dne 28. prosince 2011 byl jmenován hlavou archangelské metropole a 8. ledna 2012 byl v chrámu Zesnutí přesvaté Bohorodice v Moskvě povýšen na metropolitu.
Od prosince 2011 do listopadu 2012 byl dočasným správcem kotlaské eparchie.
Dne 28. prosince 2017 byl Svatým synoden potvrzen ve funkci představeného Antonijevo-Sijského monastýru.
Dne 30. srpna 2019 byl Svatým synodem jmenován metropolitou kurganským a belozerským.